# 默诺库尔
默诺库尔（法語：Menaucourt，法語發音：[mənokuʁ]）是法国默兹省的一个市镇，属于巴勒迪克区。

## 地理
默诺库尔（48°39'2"N, 5°21'17"E）面积6.3 平方千米，位于法国大東部大區默兹省，该省份为法国西北部内陆省份，北与比利时接壤，西接马恩省和阿登省，南至上马恩省和孚日省，东临默尔特-摩泽尔省。
与默诺库尔接壤的市镇（或旧市镇、城区）包括：日夫罗瓦勒、隆若、尚特赖讷、奈欧福日、楠图瓦。

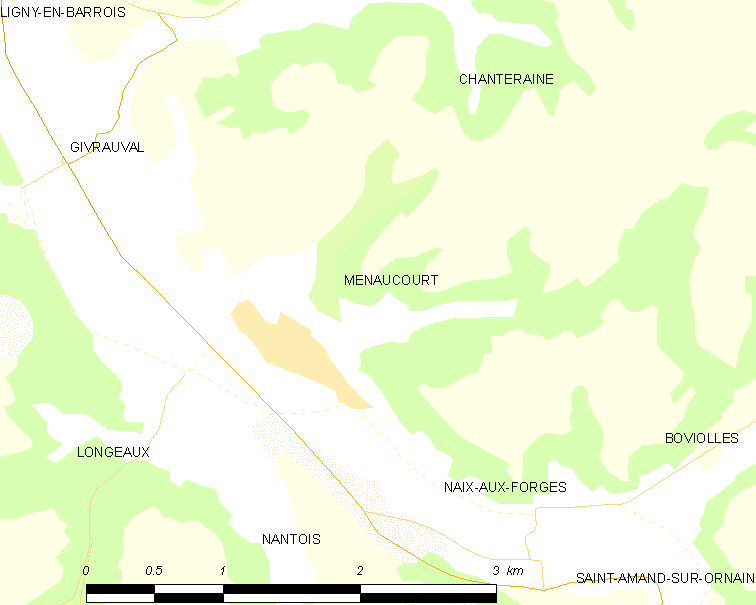
默诺库尔的OSM定位图

默诺库尔的时区为UTC+01:00、UTC+02:00（夏令时）。

## 行政
默诺库尔的邮政编码为55500，INSEE市镇编码为55332。

## 政治
默诺库尔所属的省级选区为利尼昂巴鲁瓦县。

## 人口

1962-2008年间默诺库尔人口变化图示

默诺库尔于2022年1月1日时的人口数量为229人。